# Телефонні коди Словаччини
Сьогодні Словаччина використовує закритий план нумерації з кодами територій, що починаються з 0. Після 0, як правило, існує двозначний префікс, за яким слідує 7-значний номер абонента. Столиця, Братислава, має одноцифровий префікс і 8-значний номер абонента.
Після розділення Чехословаччини в 1993 році держави-наступники Чехія і Словаччина продовжували спільно використовувати код країни 42 до 28 лютого 1997 року, коли Чехія прийняла код 420, а Словаччина прийняла код 421.

## План нумерації
| Усі мережі | 0901-0959 |

| Коди для географічних районів (з 01.07.2001) | Коди для географічних районів (з 01.07.2001) | Коди для географічних районів (з 01.07.2001) | Коди для географічних районів (з 01.07.2001) |
| Вторинний район (4)                          | Первинний район (25)                         | Номер                                        | Номер                                        |
| Вторинний район (4)                          | Первинний район (25)                         | NDC                                          | SN (# of digits)                             |
| -------------------------------------------- | -------------------------------------------- | -------------------------------------------- | -------------------------------------------- |
| Братислава                                   | Братислава                                   | 2                                            | 8                                            |
| Братислава                                   | Дунайська Стреда                             | 31                                           | 7                                            |
| Братислава                                   | Тренчин                                      | 32                                           | 7                                            |
| Братислава                                   | Трнава                                       | 33                                           | 7                                            |
| Братислава                                   | Сениця                                       | 34                                           | 7                                            |
| Братислава                                   | Нове Замки                                   | 35                                           | 7                                            |
| Братислава                                   | Левиці                                       | 36                                           | 7                                            |
| Братислава                                   | Нітра                                        | 37                                           | 7                                            |
| Братислава                                   | Топольчани                                   | 38                                           | 7                                            |
| Жиліна                                       | Жиліна                                       | 41                                           | 7                                            |
| Жиліна                                       | Поважська Бистриця                           | 42                                           | 7                                            |
| Жиліна                                       | Мартін                                       | 43                                           | 7                                            |
| Жиліна                                       | Ліптовський Мікулаш                          | 44                                           | 7                                            |
| Банська Бистриця                             | Зволен                                       | 45                                           | 7                                            |
| Банська Бистриця                             | Превідза                                     | 46                                           | 7                                            |
| Банська Бистриця                             | Лученець                                     | 47                                           | 7                                            |
| Банська Бистриця                             | Банська Бистриця                             | 48                                           | 7                                            |
| Кошиці                                       | Пряшів                                       | 51                                           | 7                                            |
| Кошиці                                       | Попрад                                       | 52                                           | 7                                            |
| Кошиці                                       | Списька Нова Весь                            | 53                                           | 7                                            |
| Кошиці                                       | Бардіїв                                      | 54                                           | 7                                            |
| Кошиці                                       | Кошиці                                       | 55                                           | 7                                            |
| Кошиці                                       | Михайлівці                                   | 56                                           | 7                                            |
| Кошиці                                       | Гуменне                                      | 57                                           | 7                                            |
| Кошиці                                       | Рожнява                                      | 58                                           | 7                                            |

## Спеціальні коди (екстрені дзвінки)
Такі спеціальні телефонні номери діють по всій країні:
- 112 — Загальні надзвичайні ситуації
- 150 — Пожежна служба
- 155 — Швидка допомога
- 158- Поліція
- 159 — Муніципальна поліція

Ці номери безкоштовні.